# Aeschynanthus membranifolius
Aeschynanthus membranifolius är en tvåhjärtbladig växtart som först beskrevs av Julien Noël Costantin, och fick sitt nu gällande namn av D.J. Middleton. Aeschynanthus membranifolius ingår i släktet Aeschynanthus och familjen Gesneriaceae. Inga underarter finns listade i Catalogue of Life.